# Plaza de la Nación
La Plaza de la Nación (en francés: La Place de la Nation) es una glorieta parisina situada en los distritos once y doce. Una escultura de Jules Dalou, titulada «El Triunfo de la República», adorna su centro.

## Historia
Debido a la instalación de un trono, el 26 de agosto de 1660, para celebrar la llegada solemne a la ciudad de Luis XIV y de María Teresa de España, la plaza fue llamada inicialmente plaza del Trono. 
Con la Revolución francesa, el 10 de agosto de 1792, la plaza fue rebautizada bajo el nombre de plaza del Trono Derribado. Aprovechando al amplitud del lugar, se colocó una guillotina en la que fueron ejecutados, entre otros: 
- Mártires de Compiègne, el 17 de julio de 1794.
- André Chénier, el 25 de julio de 1794.
- Cécile Renault, el 17 de junio de 1794.
- Henri Admirat, el 17 de junio de 1794.
- Jean-Baptiste Michonis, el 17 de junio de 1794.
- Josse-François-Joseph Benaut, el 13 de julio de 1794.

Todos ellos fueron posteriormente enterrados en el vecino cementerio de Picpus.
En 1841, el consejo municipal se planteó ubicar en la plaza "el elefante de la Bastilla", un proyecto de fuente monumental impulsado por Napoleón que posteriormente se decidió ubicar en la plaza de la Bastilla. Sin embargo, el elevado coste del proyecto acabó con su abandono en 1843 y su sustitución por la columna de Julio. 
En 1880, la plaza toma el nombre actual de la Nación con ocasión de la fiesta nacional del 14 de julio.
Un año antes, en 1879 se encargó la escultura que adorna el centro de la plaza. Titulada Le Triomphe de la République es una escultura de bronce realizada por Jules Dalou. Fue inaugurada, en su versión definitiva, en 1899. Representa a la República sobre un carro tirado por dos leones y rodeada por diversas figuras alegóricas como: el Genio de la Libertad que guía el carro, el Trabajo simbolizado por un herrero que empuja la estructura ayudado por una alegoría de la Justicia y la Abundancia, que siembra frutos como símbolo de prosperidad. Unos niños completan la obra. Originalmente, la escultura estaba rodeada por un estanque que fue suprimido en los años 1960 cuando se construyó el tren de cercanías que trascurre bajo la plaza. 
La plaza conserva también dos columnas y unos pabellones concebidos por Claude-Nicolas Ledoux y que formaban parte de la barrera del Trono, uno de los cierres de la ciudad y a partir del cual había que abonar el octroi, un impuesto municipal.

## Vías que forman la plaza
Hasta doce vías, de diferente importancia, convergen hasta la plaza. En el sentido de las agujas del reloj, y partiendo de la avenida del Trono, entre las dos columnas, tenemos:
- La avenida del Trono que enlaza con la puerta de Vincennes a través de la cours de Vincennes.
- La avenida del Bel-Air.
- La calle Fabre-d'Églantine.
- La calle Jaucourt.
- La avenida Dorian.
- El bulevar Diderot.
- La calle del Faubourg-Saint-Antoine, que la une con la plaza de la Bastilla.
- El bulevar Voltaire que lleva hasta la plaza de la República.

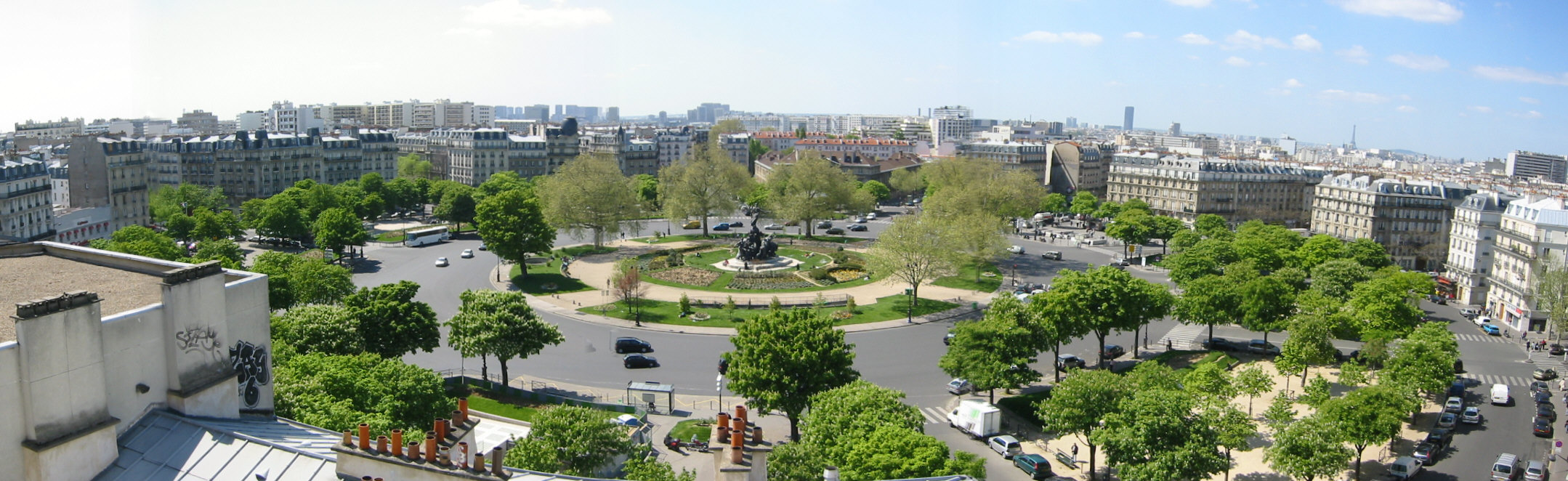
Vista panorámica

- La avenida Philippe-Auguste.
- La calle de Tunis.
- La avenida de Bouvines.
- La avenida de Taillebourg.

. 